# 异叶链荚豆
异叶链荚豆（学名：Alysicarpus vaginalis）是一种豆科植物。这种植物主要分布于中国南部热带和亚热带区域。此外主要分布于印度、亚洲南部、太平洋岛屿（斐济、塔希提岛）和非洲的东部等地。